# Emanuele Giaccherini
Emanuele Giaccherini (Bibbiena, 5. svibnja 1985.) bivši je talijanski nogometaš.

## Klupska karijera

### Cesena
Rođen u Toskani, Giaccherini je svoju profesionalnu karijeru započeo u Ceseni, klubu iz regije Romagna. 2004. poslan je na posudbe u klubove iz lige Lega Pro Prima Divisione, Forli, Bellaria Igeu te Paviu.
Kada je Cesena 2008. ispala u Lega Pro Prima Divisione, tj. treći razred talijanskog nogometa Giaccherini se vratio u svoj matični klub te je u napadu surađivao sa Simoneom Mottom.
Cesena je u lipnju 2009. izborila plasman u Serie B. U sezoni 2009/10 Cesena je završila na 2. mjestu u Serie B te izborila promociju u najviši rang talijanskog nogometa, odnosno Serie A.
U sezoni 2010/11 koju je Cesena igrala u prvoj ligi, Giaccherini je postao jedan od najboljih igrača kluba. Giaccherini je postigao sedam pogodaka u toj sezoni, uključujući pogodak u pobjedi protiv Milana od 2-0 te u porazu od Intera 2-3.

### Juventus
25. kolovoza 2011. Giaccherini je službeno prešao u Juventus. Juve je otkupio polovinu njegovog ugovora za 3 milijuna eura. Debitirao je već u prvoj utakmici protiv Parme.
Za Bianconere je svoj prvi pogodak postigao u kup utakmici protiv Bologne, 8. prosinca 2011. U solo prodoru prešao je nekoliko igrača te pomogao Juventusu da pobijedi Bolognu 2-1. Svoj prvi pogodak u Serie A postigao je 21. siječnja 2012. u gostujućoj pobijedi protiv Atalante, na asistenciju Luce Marronea Giaccherini je sjajno volejem pogodio protivnički gol.

## Reprezentativna karijera
Giaccherini je pozvao izbornik Prandellija za Europsko prvenstvo 2012. u Poljskoj i Ukrajini, a za nacionalnu vrstu Italije prvi je put zaigrao 10. lipnja 2012. u prvoj utakmici na EP protiv aktualnih europskih i svjetskih prvaka, Španjolaca. Igrao je do kraja EP-a i protiv Hrvatske i te je obje utakmice igrao na poziciji lijevog bočnog igrača u formaciji 3–5–2. Talijanski nogometni izbornik objavio je u svibnju 2016. popis za nastup na Europskom prvenstvu u Francuskoj, na kojem je se nalazio Giaccherini. U prvom krugu na Europskom prvenstvu je Giaccherini protiv Belgije i Švedske bio čan udarne postave, te zabio je prvi pogodak Italije na Parc Olympique Lyonnais. Protiv Španjolske u osmini finala je asistirao Giorgiu Chielliniju za 1:0. U četvrtfinale prvenstva je Giaccherini dobio žuti karton u 103. minuti susreta protiv Njemačke, gdje je se Italija oprostila od natjecanja.